# Rapport structure/fonction
Le rapport structure/fonction est un concept important de la biologie mettant en relation la manière dont une partie est faite (structure) et le rôle  qu’elle a à remplir pour cet organisme (fonction). 
Tout être vivant peut être décrit comme un système de structure obéissant aux lois de la physique et de la chimie. Cependant, comme le montre Jacques Monod dans Le Hasard et la Nécessité, ce système physico-chimique se distingue des autres par trois aspects : 
1. il est organisé, ce qui le rapproche des cristaux ;
2. son organisation a un objectif, une téléonomie, ce qui le rapproche des artéfacts humains ;
3. il est capable d’autoreproduction.

Le second point, la téléonomie, se réfère au rapport structure/fonction. Autrement dit, toute structure biologique remplit une ou plusieurs fonctions, et toute fonction en biologie est assurée par une structure. Un des objectifs de la biologie est d'expliciter dans chaque cas le rapport qui existe entre structures et fonctions.